# Lubuk Gaung (Sungai Sembilan)
Lubuk Gaung is een bestuurslaag in het regentschap Dumai van de provincie Riau, Indonesië. Lubuk Gaung telt 8182 inwoners (volkstelling 2010).